# Dolina Rozpadlina

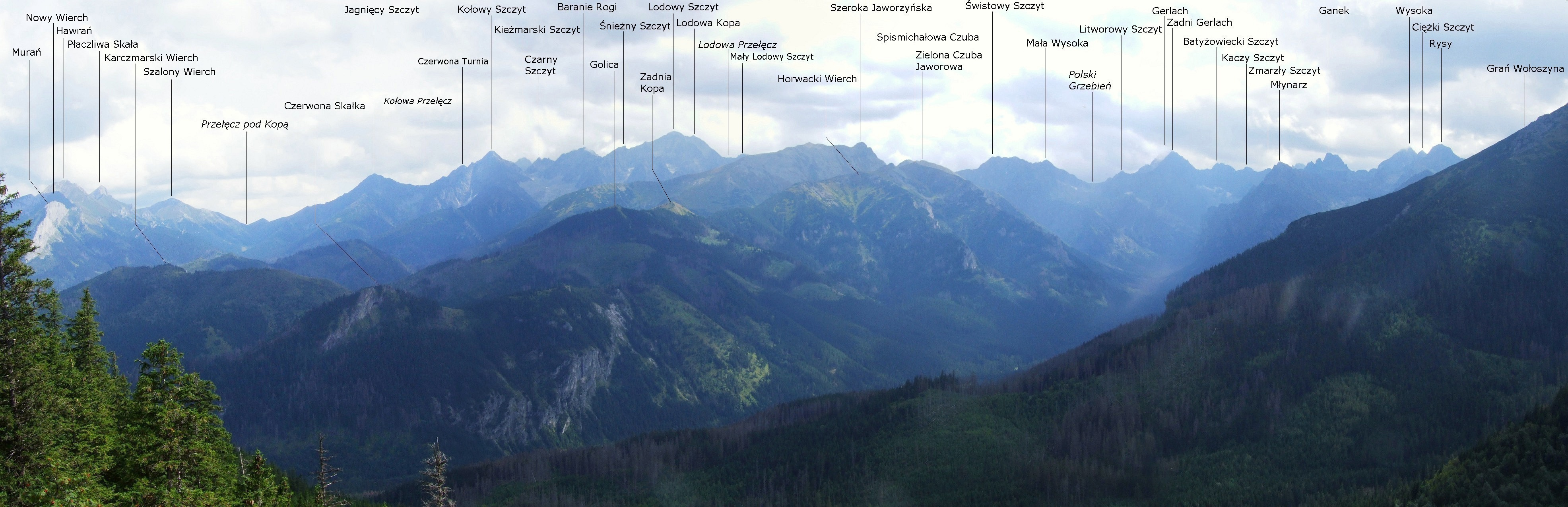
Dolina Rozpadlina widoczna poniżej Horwackiego Wierchu (podpisany)

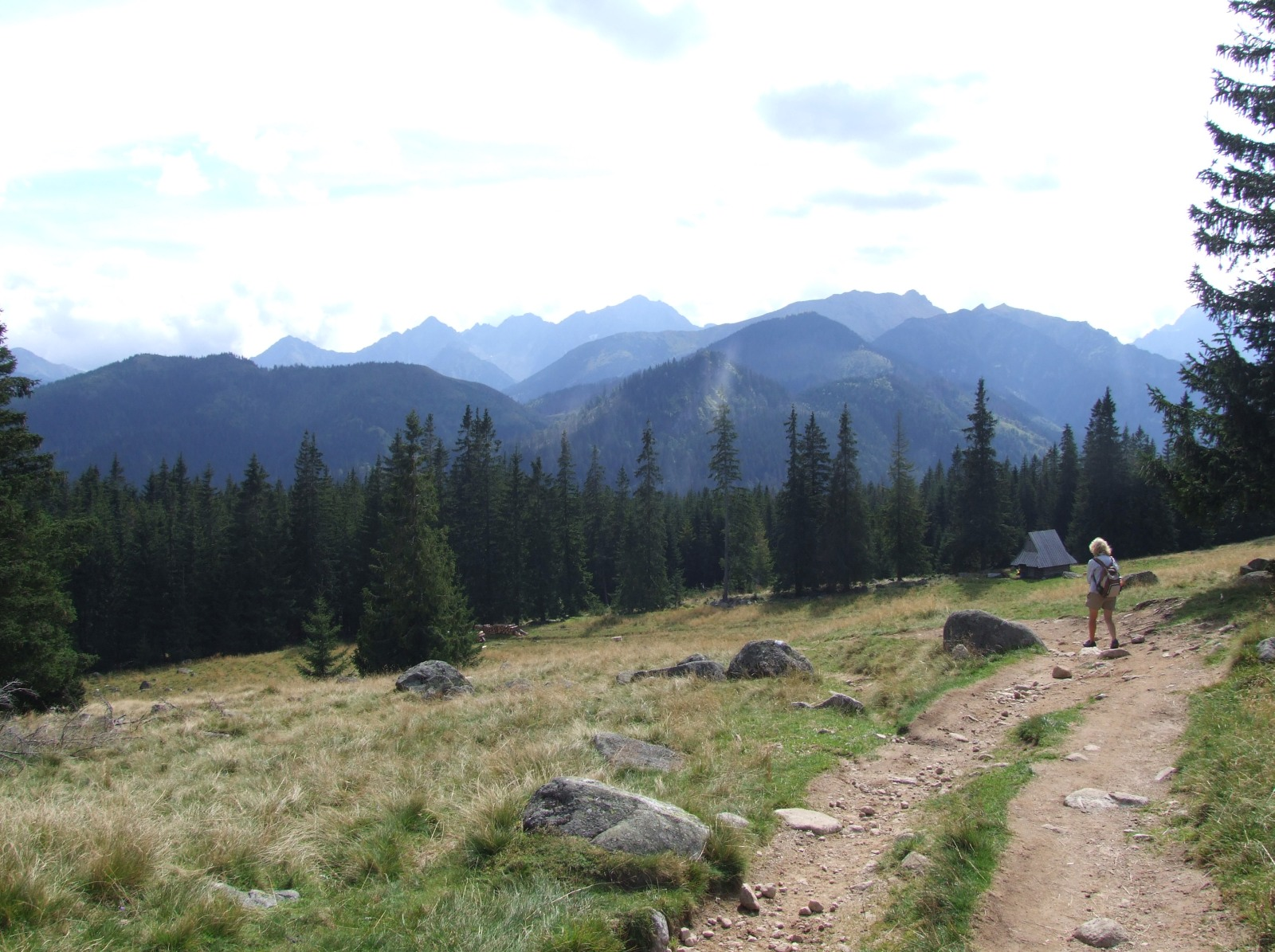
Dolina Rozpadlina widoczna poniżej Horwackiego Wierchu (obiekty podpisane na powyższej panoramie)

Dolina Rozpadlina (słow. Rozpadliny) – wschodnia odnoga Doliny Białki o długości ok. 1 km znajdująca się w słowackiej części Tatr Wysokich.

## Topografia
Dolina Rozpadlina graniczy:
- od wschodu z Doliną Szeroką (Široká dolina) – oddzielona fragmentem północno-zachodniego ramienia Szerokiej Jaworzyńskiej (Široká), a dokładnie odcinkiem między Horwackim Wierchem (Horvátov vrch) a Zadnią Kopą (Zadná kopa),
- od południa z Doliną Spismichałową (Spismichalova dolina) – oddzielona granią odchodzącą na północny zachód od wierzchołka Horwackiego Wierchu,
- od zachodu z główną gałęzią Doliny Białki.

## Opis
Dolina Rozpadlina stanowi jedną z mniejszych odnóg Doliny Białki po jej wschodniej stronie. Jej wylot znajduje się nieco na południowy wschód od polany Biała Woda (Bielovodská poľana). Dolina Rozpadlina rozwidla się na kilka żlebowatych gałęzi, z których północna biegnie w kierunku Przełęczy pod Zadnią Kopą (sedlo Močidlá), a południowo-wschodnia kieruje się w stronę Horwackiego Wierchu i wcina się w jego masyw. Dolina Rozpadlina jest w większości gęsto zalesiona, jedynie jej górne partie (poniżej Horwackiego Wierchu) są nieco skaliste. U jej wylotu znajdują się dwie pochyłe Trybskie Polany (Tropové polianky) – Niżnia Trybska Polana na wysokości ok. 1100 m i położona nieco wyżej Wyżnia Trybska Polana (ok. 1150 m). Nazwa tych polan pochodzi od wsi Trybsz, której mieszkańcy mieli tu niegdyś swoje pastwiska. W żlebowatych gałęziach doliny Rozpadliny płynie kilka niewielkich strumyków, które zanikają powyżej Trybskich Polan. Dolina nie jest dostępna żadnymi znakowanymi szlakami turystycznymi, ponadto znajduje się na obszarze ochrony ścisłej TANAP-u.

## Historia
Dolina Rozpadlina stanowiła dawniej tereny myśliwskie należące do dóbr jaworzyńskich. Na Trybskich Polanach być może znajdowały się szopy i szałasy pasterskie górali z Trybsza.